# Путівцев Артем Олександрович
Арте́м Олекса́ндрович Путі́вцев (29 серпня 1988, Харків) — польський (до жовтня 2021 року — український) футболіст, захисник польської «Термаліки Брук-Бет». Колишній гравець збірної України.

## Клубна кар'єра
Вихованець харківського УФК. 2006 року уклав професійний контракт з місцевим «Металістом», у складі якого захищав кольори команди дублерів.
Другу половину 2007 року провів в оренді в іншій харківській команді, друголіговому «Газовику-ХГВ». Осінню частину сезону 2008-09 відіграв у складі кіровоградської «Зірки», яка також представляла другу лігу. По завершенні терміну оренди повернувся до Харкова, де знову грав за дублерів «Металіста», а навесні 2010 року провів шість матчів у складі головної команди клубу у Прем'єр-лізі.
Перед початком сезону 2010-11 знов таки на орендних умовах приєднався до команди іншого представника українського вищого дивізіону, маріупольського «Іллічівця». У новій команді відразу став основним гравцем захисту.
На початку сезону 2011-12 підписав повноцінний контракт з «Іллічівцем» на п'ять років.
Проте контракт гравця з «Іллічівцем» було передчасно розторгнуто на початку вересня 2014 року. Вже за декілька днів на правах вільного агента уклав трирічний контракт з донецьким «Металургом».
17 січня 2016 року стало відомо, що Артем гратиме на умовах оренди за польську «Термаліку», а 15 лютого футболіст особисто повідомив про укладення з «Термалікою» повноцінного контракту.

## Виступи за збірні
Ще на початку 2010 року отримав свій перший виклик до лав молодіжної збірної України, втім дебют в офіційних матчах «молодіжки» відбувся лише у серпні того ж року, у грі проти чорногорських однолітків. Незважаючи на досить невеликий досвід виступів за молодіжну збірну навесні 2011 року був включений до остаточної заявки української команди для участі у молодіжному чемпіонаті Європи 2011 року. В рамках цього турніру взяв участь лише у першій грі українців, матчі проти збірної Чехії.
24 березня 2016 року вийшов в основі збірної України під 18 номером на позиції центрального захисника в товариському матчі зі збірною Кіпру.